# Willy Reichelt

Willy Reichelt

Willy Reichelt (* 19. Dezember 1880 in Heidelberg, Erzgebirge; † vermutlich am 17. Juli 1946 in Moskau) war ein deutscher Politiker (NSDAP) und SA-Standartenführer.

## Leben und Wirken
Nach dem Besuch der Volksschule und einer Fortbildungsschule war Reichelt zwei Jahre lang in der Landwirtschaft tätig. Nachdem er von 1900 bis 1902 dem Eisenbahnregiment II Schöneberg angehört hatte, ging er als Teil der nach dem Boxeraufstand installierten ostasiatischen Besatzungsbrigade für zwei Jahre nach China. Nach seiner Rückkehr gehörte er bis 1905 erneut dem Eisenbahnregiment II an.
Von 1905 bis 1907 diente Reichelt bei der kaiserlichen Schutztruppe in Südwestafrika. Anschließend wurde er zur dortigen Polizei versetzt, bei der er bis 1914 tätig war. Nach dem Ausbruch des Ersten Weltkrieges kehrte Reichelt zur Schutztruppe zurück, mit der er sich an den Kämpfen in Afrika beteiligte, bis er 1915 in britische Kriegsgefangenschaft geriet. Nach dem Ende des Weltkrieges wurde Reichelt 1919 aus Afrika ausgewiesen, seine Farm wurde konfisziert.
Nach Deutschland zurückgekehrt, verdiente Reichelt seinen Lebensunterhalt in den folgenden Jahren als Steuerinspektor in Marienberg in Sachsen und war beim Wirtschafts- und Finanzministerium Sachsen tätig. Seit 1920 war er in der völkischen Bewegung tätig. 1923 fand er Anschluss an die NSDAP und wurde Ortsgruppenleiter in Marienberg, der neugegründeten Partei schloss er sich zum 22. Mai 1926 an (Mitgliedsnummer 36.709). Dort begründete er auch 1932 eine Zweigstelle der „Kolonialen Reichsarbeitsgemeinschaft“ (später Reichskolonialbund).
Für die Partei wurde er 1933 nach der „Gleichschaltung“ als Abgeordneter in den Sächsischen Landtag entsandt. Von November 1933 bis zum Ende der NS-Herrschaft im Frühjahr 1945 gehörte Reichelt dem nationalsozialistischen Reichstag als Abgeordneter für den Wahlkreis 28 (Dresden-Bautzen) an. In der SA wurde er zwischenzeitlich, vom 1. Juli 1932 bis zum 30. September 1935, mit der Führung der Standarte 244, Marienberg, Oberes Erzgebirge, betraut.
Nach dem Kriegsende wurde Reichelt am 28. Mai 1945 in Marienberg verhaftet und bis September 1945 in Dresden interniert. Am 12. Juni 1946 wurde er in Moskau vom Militärkollegium des Obersten Gerichts der UdSSR aufgrund von Kriegsverbrechen und „konterrevolutionärer Tätigkeit“ zum Tode durch Erschießen verurteilt. Das Präsidium des Obersten Sowjets lehnte die Begnadigung ab, woraufhin das Urteil vollstreckt wurde. Die Hinrichtung erfolgte vermutlich am 17. Juli 1946 in Moskau.